# Rhadinomphax pudicata
Rhadinomphax pudicata là một loài bướm đêm trong họ Geometridae.